# Onthophagus costifer
Onthophagus costifer là một loài bọ cánh cứng trong họ Bọ hung (Scarabaeidae).